# じゅよん
リコ（朝: 리코、本名キム・ジュヨン（朝: 김주연）、1989年3月10日 - ）は、韓国の女優で、日本では本名のキム・ジュヨン、後にじゅよんとして活動していた。ソウル出身。身長167cm、体重47kg、血液型B型。韓国のアイドルグループRaNiaの元メンバー。
高校時代に日本へ留学し、インタラクティブメディアミックスに所属し活動していた。2006年度、2007年度の2年間NHK教育テレビのアンニョンハシムニカ・ハングル講座に出演。また、『韓国語ジャーナル』（アルク）連載及び関連ブログへ日本生活についての執筆を行った他、ドラマ『ホテリアー』（日本版）等へ出演していた。途中の2007年3月13日からは日本での芸名を「じゅよん」とひらがなに変更した。
2008年3月に日本の高校卒業後、韓国に帰国し、淑明女子大学校に入学した。帰国後もしばらくの間は事務所の所属タレントと共同でブログを執筆していた。
2011年4月、リコと芸名を変え、韓国のアイドルグループRaNiaのメンバーとして活動を行っていたが、2013年に脱退した。

## 出演

### テレビ
- 妖精コムミ(KBS第2、2000年) メーリ役
- ジュリエットの男（SBS、2000年） イェ・ジウォン子役
- アンニョンハシムニカ・ハングル講座（NHK教育、2006年4月-2008年3月）
- ホテリアー（テレビ朝日、2007年） 田中エリ役

### 映画
- 深い悲しみ（1997年） カン・スヨン子役
- 男の香り（1998年） ミョン・セビン子役
- リング(同名日本映画の韓国リメイク版。1999年）ペ・ドゥナ子役（＝少女期のパク・ウンソ役）
- 穴（1999年） 娘役
- アウトライブ　～飛天舞～（2000年） キム・ヒソン子役
- 友引忌－ともびき－（2000年） キム・ギュリ子役
- アイラブユー（2001年） ソ・リン子役